# Масопуст, Карел
Карел Масопуст (чеш. Karel Masopust, 4 октября 1942, Прага, Протекторат Богемии и Моравии — 25 мая 2019, Прага, Чехия) — чехословацкий хоккеист, защитник. Серебряный призёр Олимпийских игр 1968 года.

## Биография
Карел Масопуст начал игровую карьеру в 1961 году в команде «Дукла Йиглава». С 1963 по 1970 год выступал за клуб «Спарта Прага». С 1970 по 1974 год играл за «Мотор Ческе-Будеёвице», потом на год вернулся в «Спарту». Последний сезон своей карьеры провёл в составе команды «Ингстав Брно». Завершил карьеру в 1976 году.
За сборную Чехословакии провёл 12 игр, забил 3 гола. В составе сборной становился серебряным призёром Олимпийских игр 1968 года в Гренобле.
После окончания игровой карьеры остался в хоккее. С 1993 по 2013 год был европейским скаутом клуба НХЛ «Сан-Хосе Шаркс».
Умер 25 марта 2019 года в возрасте 76 лет. Был зятем знаменитого тренера Лудека Букача.

## Достижения
Серебряный призёр Олимпийских игр 1968
 Серебряный призёр чемпионата мира и Европы 1968
 Серебряный призёр чемпионата Чехословакии 1967
 Бронзовый призёр чемпионата Чехословакии 1965 и 1968